# کوه سیاتل
کوه سیاتل (به انگلیسی: Mount Seattle) یک کوه در ایالات متحده آمریکا است که در Yakutat, Alaska, United States واقع شده‌است.